# Роберти, Роберто Джованни
Роберто Джованни Роберти (итал. Roberto Giovanni F. Roberti; 23 декабря 1788, Монте-Сан-Джусто, Папская область — 7 ноября 1867, Рим, Папская область) — итальянский куриальный кардинал. Заместитель государственного секретаря Святого Престола по внутренним делам с 11 февраля 1845 по 1847. Генеральный аудитор Апостольской Палаты с 1845 по 1849. Министр юстиции Папской области с 1847 по 10 марта 1848. Про-президент Рима и его окрестностей с 1849 по 1850. Президент Рима и его окрестностей с 1855 по 1860. Секретарь петиций и мемориальных дат с 17 декабря 1859 по 7 ноября 1867. Кардинал-дьякон с 30 сентября 1850, с титулярной диаконией Санта-Мария-ин-Домника с 3 октября 1850 по 16 марта 1863. Кардинал-дьякон с титулярной диаконией Санта-Мария-ад-Мартирес с 16 марта 1863.